# Тулчинские горы

Prelucrare 3D Vârful Ţuţuiatu

Тулчинские горы (рум. Munții Măcin Мачи́нские горы) — цепь древних, сильно разрушенных гор на востоке современной Румынии, в историко-культурной области Добруджа (Тулча). Представляют собой довольно засушливую степную возвышенность, расположенную между нижним течением реки Дунай, который огибает её с запада и севера и побережьем Чёрного моря на востоке. Сильно разрушены ветровой эрозией, вызванной постоянным перепадом температур над сушей и морем. Долины между гранитными холмами заполнены отложениями глин и суглинков. Тулчинский кряж распадается на собственно Тулчинскую возвышенность на севере (более узкую) и Прикопанскую возвышенность на юге (более широкую). Выделяются и другие, более мелкиe формы рельефа. На юге Тулчинские горы переходят в плато Лудогорие, уходящее в Северную Болгарию.

## Характеристика
Тулчинские горы сформировались около 400 млн лет назад (в кайнозой) и являются одними из самых старых в Европе. С низменной, заболоченной долины Дуная Мачин действительно выглядит как горный хребет хотя максимальная его высота ныне составляет всего 467 метров выше уровня моря (гора Цуцуяту или Гречь). Другие вершины — г. Приопча (410 м.) и г. Якова (341 м.). Преобладающий ландшафт — засушливая степь. Среднее количество осадков в год: 400—500 мм. Реки немногочисленны, маловодны: Таица (57 км), Телица (48 км), Слава (38,3 км). Средняя температура июня +22 (максимальная температура отмечена в 1968 г. в селе Юриловка +38 °C); средняя температура января между −1,5 °C и −1,9 °C. Часто очень ветрено.

## Историческая значимость
На севере Тулчинской возвышенности находится небольшой посёлок Мэчин, вошедший в российскую историю когда 28 июня (9 июля) 1791 года состоялось так называемое Мачинское сражение Русско-турецкой войны 1787—1791 годов. Во времена Османской империи холмы у Мачина имели важное оборонительное значение. В составе независимой Румынии с 1878 года.